# Codificació tot o res

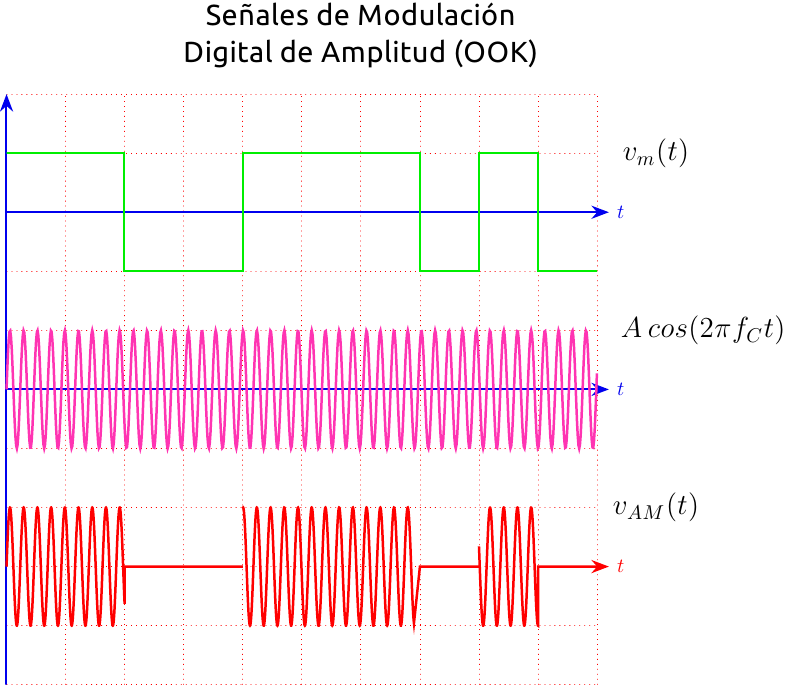
Diagrama temporal de senyals a la modulació digital d'amplitud, també coneguda com a OOK (on-off keying)

La codificació tot o res (OOK, de l'anglès on-off keying) representa la forma més senzilla de modulació en la modulació per desplaçament d'amplitud (ASK, de l'anglès amplitude-shift key) que representa les dades digitals com la presència o absència d'una ona portadora. En la seva forma més simple, la presència de portadora per a una durada específica representa un "1" binari, mentre que la seva absència durant la mateixa durada representa un "0" binari. Alguns esquemes més sofisticats varien aquestes durades per transmetre informació addicional. És anàleg al codi de línia de codificació unipolar.
La clau d'activació i desactivació s'utilitza més habitualment per transmetre codi Morse a través de freqüències de ràdio (coneguda com a operació CW [ona contínua, en anglès continuous wave]), encara que en principi es pot utilitzar qualsevol esquema de codificació digital. OOK s'ha utilitzat a les bandes ISM per transferir dades entre ordinadors, per exemple.
OOK és més eficient des del punt de vista espectral que la tecla de canvi de freqüència, però més sensible al soroll quan s'utilitza un receptor regeneratiu o un receptor superheterodí mal implementat. Per a una velocitat de dades determinada, l'amplada de banda d'un senyal BPSK (modificació binària de canvi de fase, en anglès phase-shift keying) i l'amplada de banda del senyal OOK són iguals.

## Ús
A apart de ser emprat per la modulació de portadores de RF, OOK també s'utilitza en sistemes de comunicació òptica (per exemple, IrDA).
En aviació, alguns aeroports que poden no tenir personal tenen equipaments que permeten als pilots teclejar la seva ràdio VHF diverses vegades per sol·licitar una emissió del Servei d'Informació de Terminal Automàtic o encendre els llums de la pista.
OOK també s'utilitza en claus remotes de garatges i de portes; per aquesta finalitat normalment funciona a 433.92 MHz, en combinació amb codis rotatius.